# Bhaktapur District
Bhaktapur District er et af Nepals 75 administrative og politiske regioner, betegnet distrikter (lokalt betegnet district, zilla, jilla el. जिल्ला). Bhaktapur er et distrikt i bakkeområdet Middle Hills, som ligger i Bagmati Zone i Central Development Region.
Bhaktapur areal er 119 km² og der boede ved folketællingen 2001 i alt 225.461 og i 2007 251.840 i distriktet. Distriktets politiske organ District Development Committee er sammensat gennem indirekte valg, med repræsentation fra hver af de 9-17 administrative enheder ilakaer, hvert distrikt er opdelt i. 
Bhaktapur District er endvidere opdelt i 18 udviklingskommuner (lokalt navn: Gaun Bikas Samiti (G.B.S.) el. Village Development Committee (VDC)), hvoraf byer med over 10.000 indbyggere kategoriseres som købstæder (municipalities). 
Bhaktapur District er udviklingsmæssigt – gennem anvendelse af FN og UNDP's Human Development Index – kategoriseret som nr. 2 ud af Nepals 75 distrikter.